# Khieu Samphan
Khieu Samphan, kamboški komunistični politik in ekonomist, * 28. julij 1931, Romduol, Svay Rieng, Kambodža. 
Bil je predsednik državnega predsedstva Demokratične Kambodže/Kampučije od leta 1976 do 1979. Kot formalni poglavar kamboške države je bil eden najmočnejših ljudi v gibanju Rdečih Kmerov, čeprav je bil prvi Pol Pot kot generalni sekretar kamboške komunistične partije in premier. 
Preden se je pridružil komunistični partiji, je bil Khieu član sangkumske vlade Norodama Sihanouka. 7. avgusta 2014 je bil Khieu skupaj z ostalimi člani režima Rdečih Kmerov spoznan za krivega zaradi zločinov proti človeštvu in bil obsojen na dosmrtno ječo. V nadaljnjem sojenju pa je bil leta 2018 spoznan še za krivega zaradi izvajanja genocida nad državljani Kambodže, zaradi česar je bil obsojen na še dodatno dosmrtno zaporno kazen, brez možnosti pomilostitve. Khieu je zadnji še živeči član Rdečih Kmerov po smrti Nuona Chea leta 2019 in Kanga Kek Lewa leta 2020 ter prestaja svojo dosmrtno zaporno kazen v zaporu Phonm Phen.  